# کنی (تگزاس)
کنی (به انگلیسی: Kenney) یک منطقهٔ مسکونی در ایالات متحده آمریکا است که در شهرستان آستین، تگزاس واقع شده‌است. کنی ۱۱۸٫۸۷ متر بالاتر از سطح دریا واقع شده‌است.